# Bystrinski-Naturpark
Koordinaten: 56° 6′ N, 158° 42′ O
Der Bystrinski-Naturpark (russisch Быстринский природный парк, Bystrinski prirodny park) liegt in der Mitte der Halbinsel Kamtschatka und ist mit seiner Größe von 13.250 km² das größte Schutzgebiet dieses Teils Russlands. Der Name des Parks leitet sich vom größten Fluss, der Bystraja, ab. 1996 wurde der seit 1995 unter einem speziellen Schutzstatus stehende Park mit seinen wenig berührten Landschaften und besonderen Naturschätzen als eines der heute sechs Teilflächen des Welterbegebietes Vulkane Kamtschatkas in die Liste des UNESCO-Welterbes aufgenommen.
Verwaltung und Besucherzentrum des Parks befinden sich im Dorf Esso, der größeren der zwei Ortschaften auf dem Territorium des Parks; die andere ist das weiter flussabwärts an der Bystraja gelegene Dorf Anagwai.

## Landschaft
Im Park liegt die Bergwelt der Sredinny-Gebirgskette, fischreiche Flüsse durchziehen das Gebiet und dichte Taigawälder erstrecken sich über weite Teile. Der Park umschließt bedeutende Flächen von Birkenwäldern und Tundralandschaften Kamtschatkas, deren heutige Geomorphologie vom Vulkanismus der vergangenen 20 Millionen Jahre geprägt ist. Die 3621 m hohe Itschinskaja Sopka an der Westgrenze des Parks ist der höchste Vulkan des Gebietes.

## Tourismus und Naturschutz
Der Park beinhaltet einige als Naturschutzgebiet geschützte Flächen. Die Manfred-Hermsen-Stiftung aus Bremen engagiert sich auf unterschiedliche Weise in dem Gebiet.